# Liste der Figuren aus Navy CIS
Diese Liste der Figuren aus Navy CIS beschreibt die Haupt- und wichtigsten Nebenfiguren der US-amerikanischen Fernsehserie Navy CIS.

## Hauptfiguren

### Leroy Jethro Gibbs

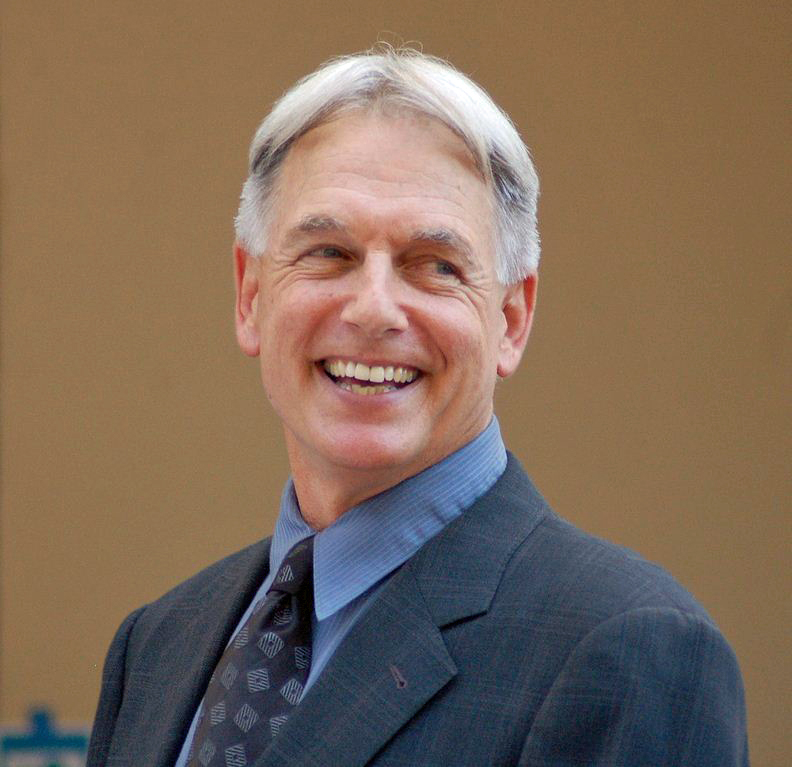
Mark Harmon spielt Gibbs

NCIS Supervisory Special Agent Leroy Jethro Gibbs ist ein ehemaliger Gunnery Sergeant des United States Marine Corps (USMC), einer der besten Scharfschützen und hochdekorierter Irak-Veteran. Er ist der Leiter des Major Case Response Teams des NCIS, um das sich die Serie dreht. In seiner Freizeit baut er in seinem Keller Holzboote, die auch tatsächlich zu Wasser gelassen werden. Als Running Gag würde jeder Besucher gerne wissen, wie die Boote aus dem Keller gebracht werden können. Er spricht fließend Russisch und beherrscht die Gebärdensprache sowie Japanisch und Chinesisch. Außerdem spricht er auch ein wenig Spanisch. Er ist kein Freund moderner Technik und kommt daher nur schwer mit Computern und Mobiltelefonen zurecht. Gibbs war bisher viermal verheiratet (davon dreimal geschieden) und hatte aus erster Ehe eine Tochter. Während Gibbs in Kuwait für das USMC als Scharfschütze diente, wurden seine erste Frau Shannon und die gemeinsame Tochter Kelly bei einem Anschlag eines Drogenhändlers getötet. Dies ist auch ein Grund, warum er unfähig ist, neue Bindungen einzugehen. Während seiner Militärzeit erhielt er unter anderem die Auszeichnungen Silver Star, Purple Heart, Navy & Marine Corps Commendation Medal, Navy Unit Commendation und Southwest Asia Service Medal. Er nimmt mit Hilfe des untersuchenden Special Agents Mike Franks am Mörder seiner Familie Rache, indem er diesen umbringt, und tritt dann 1991 dem damaligen Naval Investigative Service (NIS) bei. Während der ersten Zeit beim NCIS ist Agent Franks sein Vorgesetzter und Mentor; Franks nennt ihn stets „Frischling“.
Gibbs’ wortkarge Art ist sein Markenzeichen. Er ist durchsetzungsstark und geht bei Konflikten wenig subtil vor. Wenn er ein Gespräch für beendet hält, verlässt er einfach den Raum oder legt bei Telefongesprächen auf. Um Fälle aufzuklären, verlässt sich Gibbs auf seinen Instinkt, oft auch gegen die gerade vorliegenden Beweise und Indizien. Wenn er sich etwas in den Kopf gesetzt hat, hält er eisern daran fest, auch im Konflikt mit gegebenen Befehlen. Da er exzellente Ergebnisse liefert, halten ihm die verschiedenen Direktoren normalerweise den Rücken frei.
Da Gibbs sich lautlos bewegen kann, ist ein weiterer Running Gag, dass, wenn Personen des Teams über ihn reden, er auf einmal hinter ihnen steht. Insbesondere DiNozzo hat über die Jahre die Fähigkeit entwickelt, in diesen Situationen blitzschnell das Thema zu wechseln.
Zu Abby Sciuto hat Gibbs ein sehr gutes Verhältnis. Doch im Falle eines ernsthaften Problems hält er auch jedem anderen Teammitglied und Freund den Rücken frei.
Gibbs hat im Laufe der Staffeln Verhältnisse mit mehreren Frauen, die im Normalfall alle rothaarig sind.
Für seine geschiedenen Ex-Frauen hat Gibbs kaum ein gutes Wort übrig, wobei er äußerst selten über seine erste Frau spricht. Nachdem er in der Episode Fünfzehn Jahre der dritten Staffel nur knapp ein Bombenattentat überlebt, quittiert er den Dienst beim NCIS und geht nach Mexiko zu seinem Mentor und alten Chef Mike Franks. In der Episode Auf der Flucht der vierten Staffel tritt er den Dienst wieder an und kehrt somit zu seinem Team zurück. In der Episode Schlimme Tage der fünften Staffel versetzt der neue NCIS Director Leon Vance sein komplettes Team und teilt ihm neue NCIS-Agenten zu. Im Laufe der sechsten Staffel kehrt sein altes Team aber wieder zurück. In der Episode Vater und Sohn der sechsten Staffel wird Stillwater als Gibbs’ Heimatstadt angegeben. Dort führt sein Vater Jackson Gibbs, der früher Pilot einer P-51 war, noch immer einen Lebensmittelladen. Gibbs besucht ihn einmal (Episode „Heartland“); dabei schenkt ihm sein Vater einen schwarz-gelb lackierten Dodge Challenger 426 HEMI R/T suspension (Bj. 1970).
Die Gewohnheit „Regeln“ aufzustellen hat er von seiner verstorbenen Frau Shannon übernommen, die er vor 32 Jahren in seiner Heimatstadt kennenlernte. Diese Regeln wendet Gibbs sowohl im beruflichen als auch im privaten Bereich an. Den Namen erhielt der Filmcharakter nach einem guten Freund des Produzenten Donald P. Bellisario.

### Anthony „Tony“ DiNozzo junior

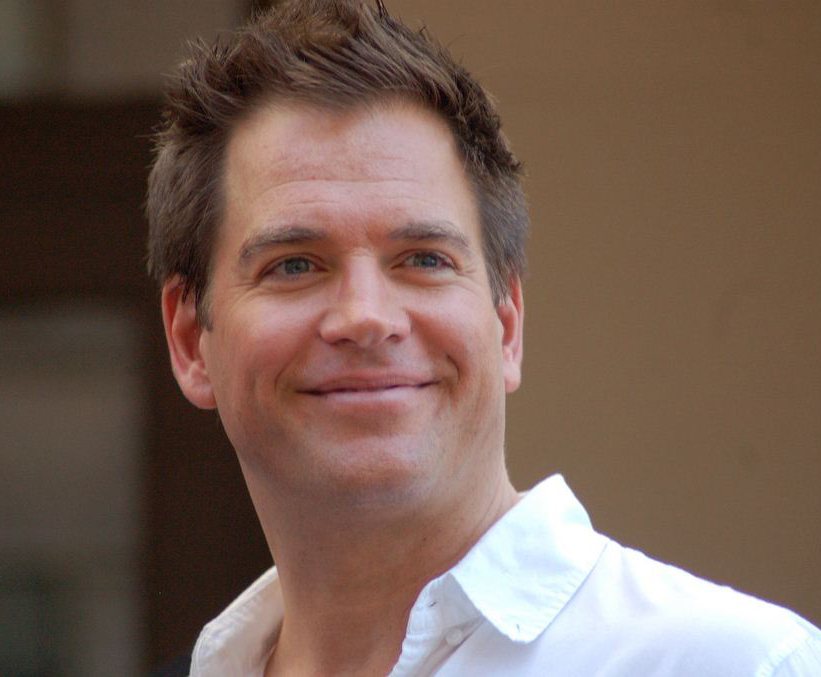
Michael Weatherly spielt Tony

NCIS Supervisory Special Agent DiNozzo (gesprochen di'noʊso) ist Gibbs’ Stellvertreter und ein Schürzenjäger, der sich nur selten einen Annäherungsversuch bei einem weiblichen Kollegen oder einer Verdächtigen verkneifen kann. Er hat italienische Wurzeln, was unter anderem in der Folge Ein guter Patriot der siebten Staffel erwähnt wird. DiNozzo studierte mit einem Stipendium an der Ohio State University und spielte in der dortigen Basketballmannschaft. Er ist ein ehemaliger Polizist aus Baltimore, wo er in der Mordkommission arbeitete. DiNozzo ist Experte in Ballistik und Tatortskizzierung und spricht fließend Spanisch.
In Folge 2x22 wird DiNozzo mit der Lungenpest infiziert, was er nur knapp überlebt.
DiNozzo ist ein exzellenter Polizist und Verhörspezialist. Zwischen Staffel 3 und 4 führt er das Team an, nachdem Gibbs verletzt wurde und zeitweilig im Ruhestand war.
Später lehnt er eine Beförderung ab, die ihm ein eigenes Team in Spanien verschafft hätte, ihn aber auch aus Washington und damit vom Team weggeführt hätte.
DiNozzo wird in der letzten Episode der fünften Staffel als Agent Afloat auf die Ronald Reagan versetzt. Am Ende der zweiten Folge von Staffel sechs kehrt er jedoch wieder zum Washington Field Office zurück.
DiNozzo hat stets Probleme mit seinen Beziehungen zu Frauen. Bisher hatte er mit jeder ernsthafteren Beziehung Probleme. Im Laufe der vierten Staffel wird seine Freundin Jeanne Benoit (Scottie Thompson) vorgestellt, die, wie es sich im Staffelfinale herausstellt, die Tochter des gesuchten Waffenhändlers La Grenouille ist; seine Beziehung zu ihr entstand daher nicht zufällig: Er wurde von Director Shepard auf sie angesetzt, um so an La Grenouille heranzukommen. Zu Beginn der fünften Staffel entscheidet er sich gegen Jeanne und für das NCIS-Team. Dennoch hatte er echte Gefühle für sie und ist tief getroffen, als die Beziehung mit dem Aufdecken seiner Identität als NCIS-Agent ans Licht kommt. Als DiNozzo Jeanne später wiedertrifft lügt er sie jedoch über seine Gefühle an. Um ihr zu gestatten ihn zu vergessen, behauptet er, dass alle seine Gefühle nur gespielt waren, was jedoch nicht der Wahrheit entspricht.
Nachdem Ziva David dem Team beitritt, hat er zuerst nur „oberflächliche Gefühle“ für sie. Im Lauf der Zeit entwickelt er nicht nur freundschaftliche, sondern auch romantische Gefühle, allerdings traut er sich nicht, sich ihr gegenüber zu öffnen.
Zu seinem Vater Anthony DiNozzo senior hat er ein angespanntes Verhältnis.
Nach dem Tod von Kate Todd, am Ende der zweiten Staffel, erfährt man im weiteren Verlauf der Serie, dass Tony sich einen Goldfisch als Haustier hält. Diesen nennt er Kate nach seiner ehemaligen Partnerin. Nachdem Ziva David den NCIS in der 11. Staffel verlässt, bekommt Tony einen weiteren Goldfisch. Diesen nennt er Ziva.
Zu seinen Lieblingsbeschäftigungen gehört es, McGee zu triezen. Falls jedoch ein anderer Neuling in Reichweite kommt, kann sich dieser sicher sein, zur Zielscheibe DiNozzos zu werden.
Gleichzeitig steht DiNozzo im Falle einer Konfrontation immer hinter dem Team und kann dabei (kurzzeitig) sogar ernst bleiben.
Zudem hat DiNozzo ein großes Wissen über Filme und Filmgeschichte, weshalb er Geschehnisse oder Gesprächsthemen seiner Kollegen oft mit dazu passenden Filmzitaten kommentiert. (Diese Charaktereigenschaft bekam er allerdings erst in späteren Staffeln, in Staffel 1 waren ihm noch große Film-Klassiker vollkommen unbekannt.)
Tony erfährt im Finale von Staffel 13, dass Ziva David tot sei und sie eine gemeinsame Tochter namens Tali hätten. Daraufhin quittiert er seinen Dienst als NCIS-Agent, um sich um seine Tochter in Israel kümmern zu können. Er legt dabei großen Wert darauf, dass Tali im jüdischen Glauben, wie ihre Mutter es auch wurde, erzogen wird; er selbst gehört keiner Religion an.

### Abigail „Abby“ Sciuto

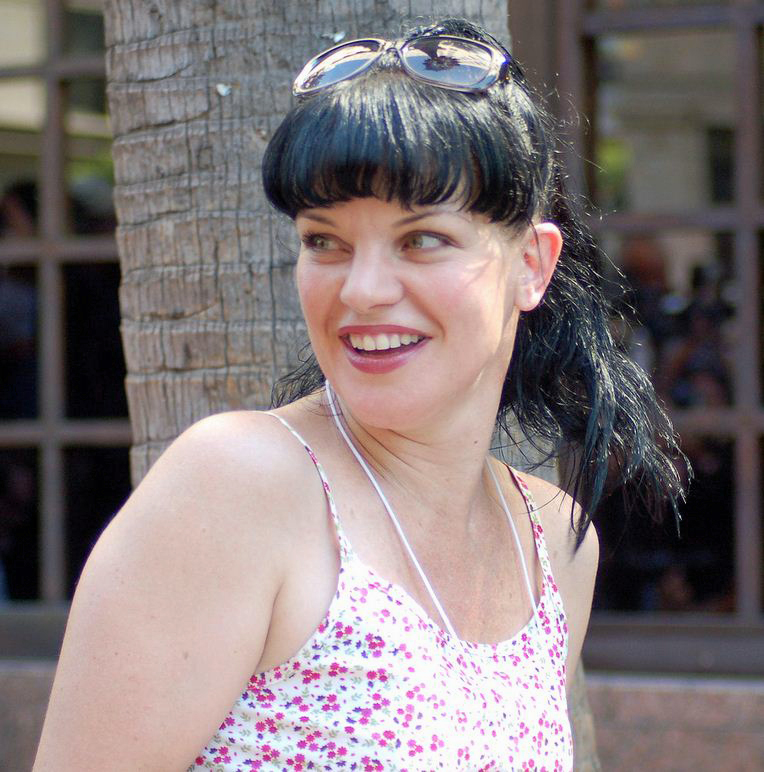
Pauley Perrette spielt Abby

NCIS Forensic Specialist Sciuto (gesprochen 'ʃuto) ist die Computer- und Forensikwissenschaftlerin des NCIS. Sie ist exzentrisch, unkonventionell und kultiviert ein ausgeprägtes Gothic-Image. Sciuto ist eine Expertin für Computertechnik, Bildbearbeitung, Forensik und Ballistik. Sciuto beherrscht Spanisch und auch die Gebärdensprache, da ihre Eltern gehörlos waren. In der Gebärdensprache unterhält sie sich manchmal mit Gibbs. Sie hat einen jüngeren Bruder, Luca Sciuto, der in der dreizehnten Staffel Folge zwölf eine Nebenrolle hatte. In der zweiten Staffel hat Sciuto eine kurzzeitige Affäre mit McGee. In der 7. Staffel untersucht sie den Mord an Pedro Hernandes, dem Mörder von Gibbs’ Familie und Vater von Paloma Reynosa. Ihre Spitznamen sind „Abby“ und „Abs“. Sie ist fast immer mit Caf-Pow, einem fiktiven koffeinhaltigen Softdrink, zu sehen. In der 9. Staffel findet sie heraus, dass sie adoptiert wurde und einen leiblichen Bruder hat. Sie besucht den Laden, in dem er arbeitet, gibt sich allerdings nicht zu erkennen. Am Anfang der 10. Staffel wird sie von Alpträumen geplagt. Gibbs rät ihr Kontakt mit ihrem leiblichen Bruder, Kyle Davis, aufzunehmen, was sie auch tut. In der 15. Staffel verlässt sie den NCIS um in London eine Wohltätigkeitsorganisation zu gründen.

### Dr. Dr. h. c. Donald „Ducky“ Horatio  Mallard

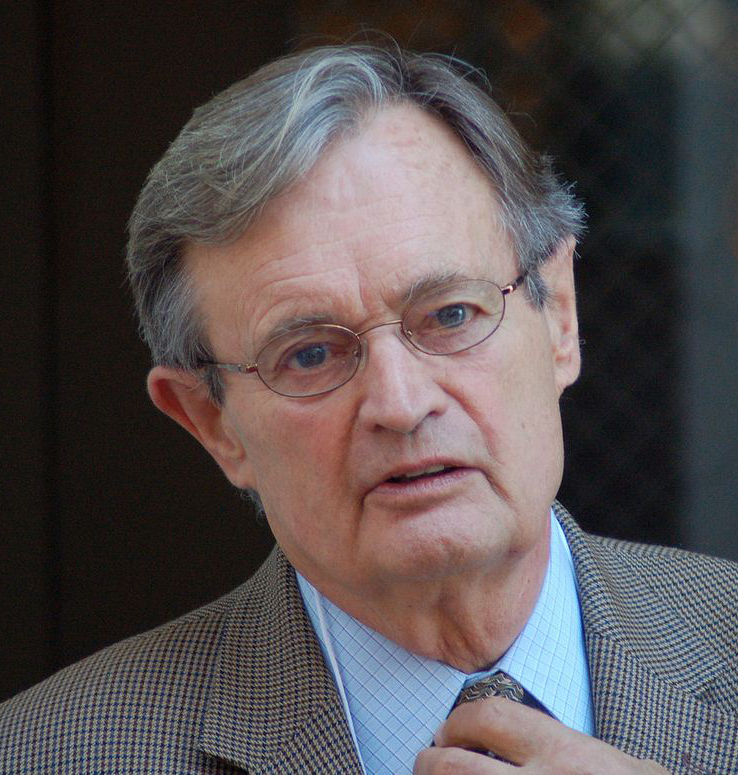
David McCallum spielte Ducky

NCIS Chief Medical Examiner Mallard ist der bereits etwas ältere Gerichtsmediziner des NCIS Washington Field Office. Er redet mit den zu untersuchenden Leichen und hat immer eine passende Geschichte über einen skurrilen Todesfall aus seiner langen Karriere parat. Der Schotte Mallard besuchte das Eton College in England, studierte Medizin an der Edinburgh Medical School, diente im Vietnamkrieg und arbeitete 1980 in einem Flüchtlingslager an der pakistanischen Grenze in Afghanistan. Dr. Mallard spricht fließend Französisch, Deutsch und Swahili. Des Weiteren erlangt er zu Beginn der vierten Staffel einen Abschluss in Rechtspsychologie. Mallard ist unverheiratet und hat keine Kinder. Er fährt privat einen rechtsgesteuerten Morgan, der in mehreren Folgen auftaucht. Er wohnt bei seiner an Alzheimer erkrankten Mutter Victoria Mallard (Nina Foch), die in der siebten Staffel stirbt. Ende der neunten Staffel erleidet er einen Herzinfarkt, von dem er sich allerdings rasch erholt. Sein Assistent Jimmy Palmer übernimmt in dieser Zeit die Leitung der Rechtsmedizin. Ab Episode 3 der zehnten Staffel darf er wieder offiziell als Gerichtsmediziner arbeiten. Zu Beginn der 15. Staffel wird ihm die Ehrendoktorwürde verliehen. In der 17. Staffel wird er von Vance zum NCIS-Historiker ernannt. Wie zuvor schon sein Bruder, den er nach Jahrzehnten vergeblicher Suche kurz vor dessen Tod wieder trifft, wird auch Ducky zum Ende seines Lebens hin dement. Zu Beginn von Staffel 21 stirbt die Serienfigur Dr. Donald "Ducky" Mallard Zuhause im Schlaf, nachdem der Schauspieler David McCallum im September 2023 verstorben war.

### Caitlin „Kate“ Todd

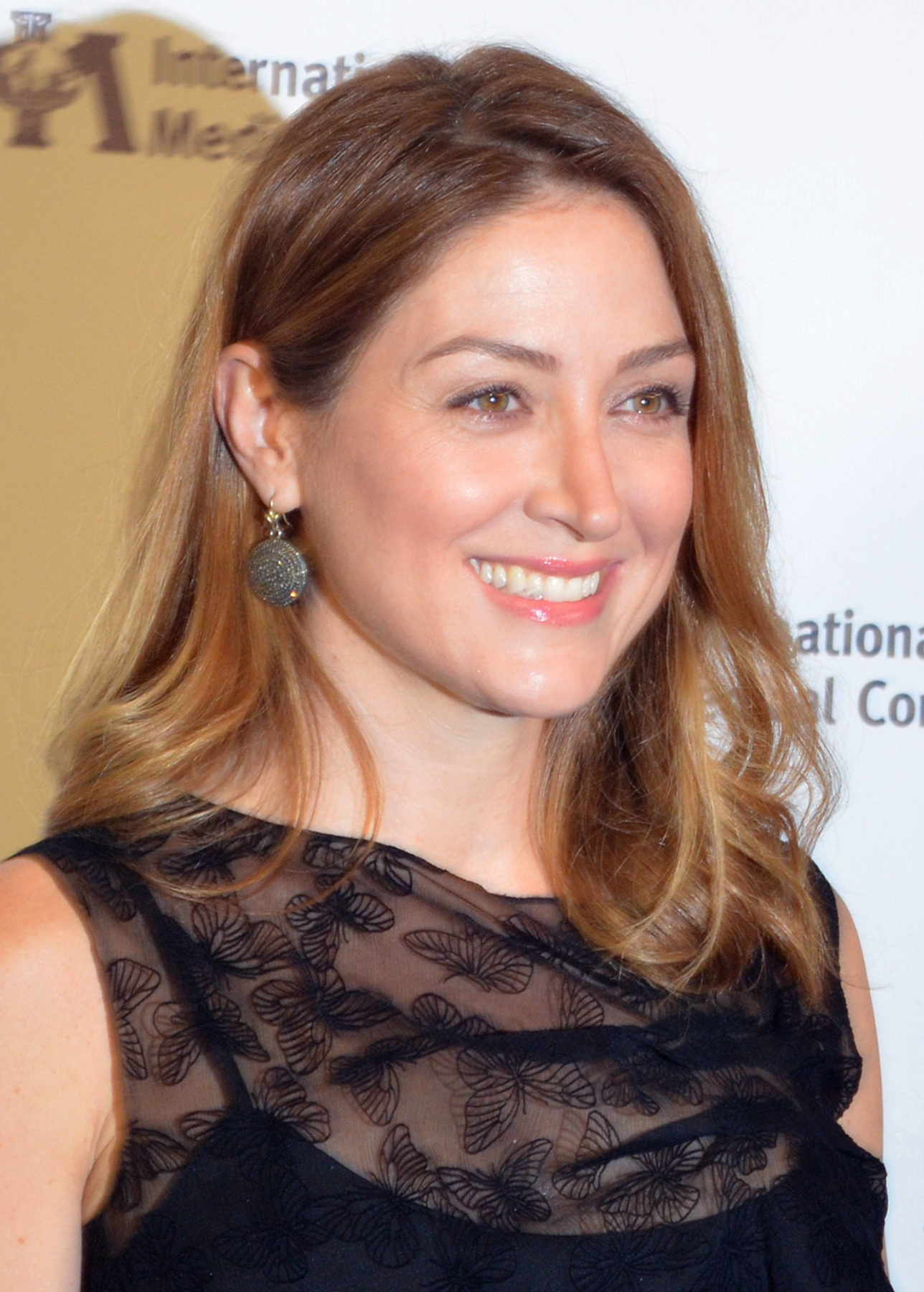
Sasha Alexander spielte Kate Todd

NCIS Special Agent Todd kommt zu Beginn der Serie neu ins Team und gerät ständig mit DiNozzo und seiner Einstellung zur Frauenwelt aneinander. Vor ihrer Zeit beim NCIS war sie beim Secret Service für den Schutz des Präsidenten verantwortlich. Sie ist ein ausgebildeter Profiler und kann darüber hinaus sehr gut zeichnen, weshalb sie von Gibbs oft gebeten wird, Phantombilder bzw. Charakterprofile zu erstellen. Sie hat eine ältere Schwester namens Rachel sowie einige Brüder. Am Ende der zweiten Staffel wird sie von dem Terroristen Ari Haswari durch einen Kopfschuss mit einem Scharfschützengewehr Typ Bravo-51, das bei den Marines den Spitznamen „Kate“ hat, getötet.

### Timothy „Tim“ Farragut  McGee

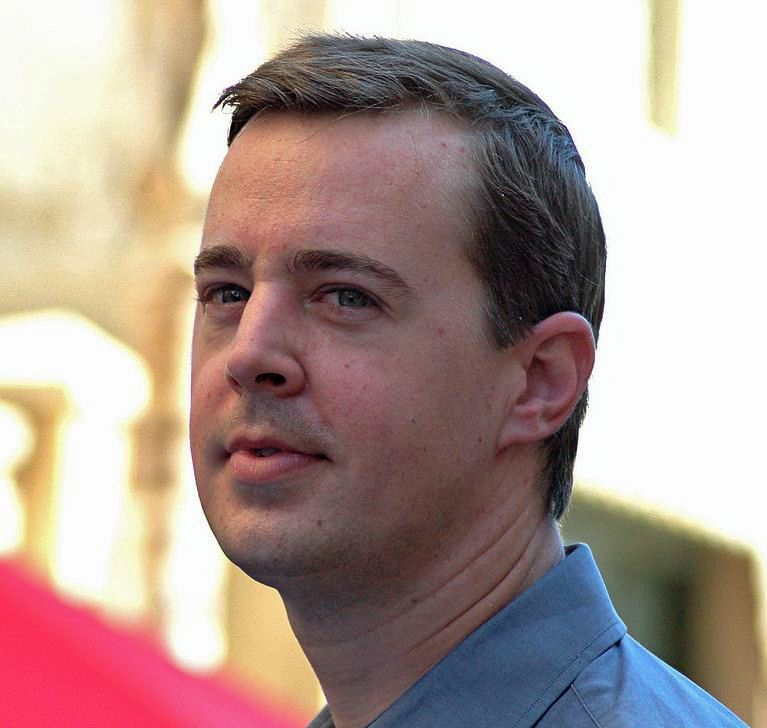
Sean Murray spielt McGee

NCIS Senior Special Agent McGee ist ein ursprünglich im NCIS-Büro in Norfolk stationierter Technikspezialist. Er besitzt einen Bachelor-Abschluss in Biotechnik (Johns Hopkins University) und einen Master-Abschluss in Computerkriminalistik vom Massachusetts Institute of Technology (MIT). McGee ist ein exzellenter Hacker, was dem Team insbesondere zugutekommt, wenn Daten auf Servern fremder Dienste liegen, die sie dringend benötigen. Er spricht ein wenig Spanisch. Zunächst hilft er dem Major Case Response Team des NCIS nur aus, bis Gibbs ihn zu Beginn der zweiten Staffel in sein Team versetzen lässt. McGee ist zunächst Probationary Agent und wird daher von den anderen Probie (in der deutschen Fassung Bambino) genannt. In dieser Zeit entwickelt er zu Sciuto eine enge Beziehung. Im weiteren Verlauf der Serie wird er zum Special Agent befördert, aber aufgrund seiner Unerfahrenheit und gelegentlichen Tollpatschigkeit von Tony häufig geneckt und weiterhin Probie (bzw. Bambino) genannt. Erst als er in einer Folge Tony das Leben rettet, schwört ihm dieser, ihn nie wieder so zu nennen. Von diesem Zeitpunkt an verwendet er situationsbezogene Namensverfremdungen wie „McColumbo“. Ein weiterer Spitzname von McGee war Elf Lord („Elfenkönig“) nach seinem Namen in einem Online-Rollenspiel. In der Episode Schlimme Tage der fünften Staffel wird McGee vom neuen NCIS Director, Leon Vance, in die Abteilung für Internetkriminalität und am Ende der Episode „Aus den Augen…“ der sechsten Staffel wieder in Gibbs’ Team versetzt. McGee hat eine jüngere Schwester namens Sarah. Außerdem hat er unter dem Namen „Thom E. Gemcity“ (einem Anagramm von „Timothy McGee“) das Buch Deep Six geschrieben, das ein Bestseller wurde. Alle Figuren seines Buches waren an seine Kollegen aus dem Team angelehnt, was insbesondere Tony zum Anlass nimmt, McGee zu piesacken. Sein Vater und Großvater waren Admiräle in der Navy, was sich in der 9. Staffel zeigt, allerdings wird er sehr leicht seekrank. Zu seinem Vater hat er ein schwieriges Verhältnis, da dieser den Beruf seines Sohnes mit Verachtung betrachtet und McGee allgemein als erfolglosen Nerd sieht. Er hat eine Freundin namens Delilah, die er später heiratet. Während des Backdoor-Pilot für NCIS LA entwickelt er eine Art Freundschaft mit Eric Beale. Ebenfalls ist er sehr begeistert von der Technik in der Zentrale des Teams vom NCIS aus LA.

### Ziva David

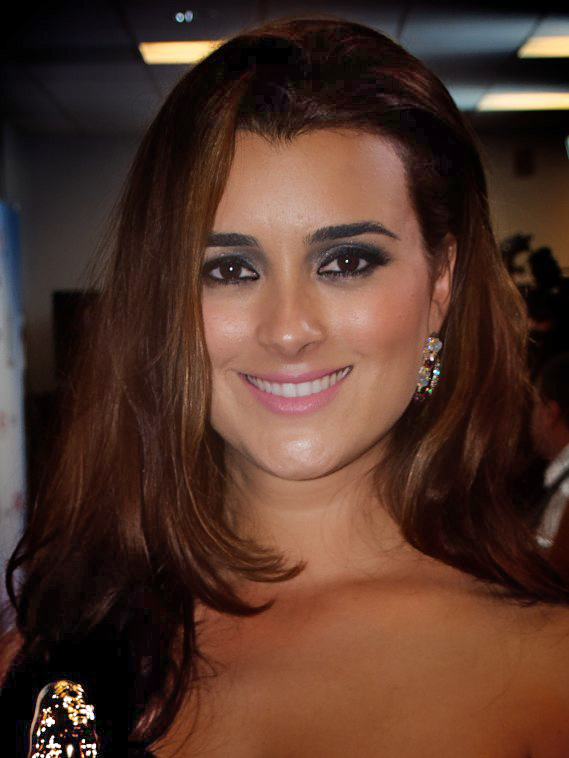
Coté de Pablo spielte Ziva David

NCIS Special Agent (bis zur siebten Staffel Verbindungsoffizier (Liaison Officer) des israelischen Geheimdienstes Mossad zum NCIS) David war die Tochter des Direktors des Mossad und Halbschwester des Terroristen Ari Haswari (Rudolf Martin), zudem hatte sie eine Schwester namens Thali, die mit 16 Jahren bei einem Hamas-Selbstmordattentat getötet wurde. Ziva wurde am 12. November 1982 in Be’er Scheva, Israel geboren. Sie starb angeblich 2016 in Be’er Scheva bei einem Brand. David war exzellent in allen Arten des bewaffneten und unbewaffneten Kampfes ausgebildet.
Sie stößt am Anfang der dritten Staffel zunächst als Gast zum Team, um bei der Suche nach Kates Mörder zu helfen. In der Episode Das Duell – Teil 2 der dritten Staffel erschießt sie ihren Halbbruder, um Gibbs’ Vertrauen zu erlangen, wie in der siebenten Staffel bekannt wurde. Zudem hatte sie vom Mossad den Auftrag bekommen ihren Halbbruder zu töten, da Ari Haswari einige Verbrechen begangen hatte. Das fand Gibbs später heraus und stellte ihre Loyalität in Frage. Mit der neuen Direktorin des NCIS, Jennifer Shepard, ist sie eng befreundet; beide haben zuvor im Nahen Osten gemeinsam mehrere Anti-Terror-Operationen durchgeführt. Ziva wird einige Episoden später regulär vom Mossad zum NCIS versetzt. Ihre nicht gerade feinfühlige Art und ihre einschüchternden Drohungen bei der Ermittlung sorgt bei Verdächtigen für Angstzustände. Ziva spricht fließend Hebräisch, Englisch, Arabisch, Türkisch, Französisch, Italienisch, Russisch, Spanisch und Paschtu, obwohl sie manchmal einige englische Wörter (vor allem Umgangssprache und Sprichwörter) verwechselt oder nicht richtig versteht; oft äußert sich dies in Form von falsch angewandten oder mit falschen Wörtern verknüpften Redewendungen. Zudem spricht sie auch etwas Deutsch. Anfänglich ist sie von DiNozzos Verhalten nicht sehr angetan, was sich aber schnell ändert, da er ihr mit der Zeit immer sympathischer wird, was sie aber gegenüber ihren Kollegen nicht äußert. Auffällig wird dies nur durch ihre übertriebene Besorgnis, wenn Tony sich in brenzligen Situationen befindet. Außerdem zeigt sie eine leichte Eifersucht auf weibliche „Konkurrenz“. Am Ende der fünften Staffel beendet der neue NCIS-Director Leon Vance die Zusammenarbeit mit dem Mossad und schickt David zurück nach Israel. In der Folge „Ein verzweifelter Mann“ (Staffel 9) wird ihr von Ray Cruz ein Heiratsantrag gemacht, den sie jedoch ablehnt, da Ray kurz davor unabsichtlich eine unschuldige Frau tötete und dies um jeden Preis vertuschen wollte.
Zu Beginn der sechsten Staffel wird sie in Marokko, wo sie Undercover-Tänzerin in einem Nachtclub ist, durch eine Bombe verletzt und kehrt infolgedessen am Ende der ersten Episode zum Team zurück. Am Ende der sechsten Staffel verlässt sie das NCIS-Team und bleibt in Israel zurück, weil sie DiNozzo nicht glaubt, dass er nur aus Notwehr ihren Geliebten und Mossad-Agenten Michael Rivkin in ihrer Wohnung in Washington erschossen hat. Sie wird in Nordafrika von Terroristen gefangen genommen und gefoltert, um Informationen über den NCIS preiszugeben. Ziva wird am Anfang der siebten Staffel durch eine Befreiungsaktion von Gibbs, DiNozzo und McGee aus ihrer Folterhaft befreit und kehrt zum Ende der ersten Episode zum NCIS-Hauptquartier zurück, wo sie und das gesamte Team mit Applaus empfangen werden. Am Ende der vierten Episode der siebten Staffel wird sie offiziell volles Mitglied des NCIS und trägt damit ab nun die Bezeichnung „Agent“. Sie wird seitdem auch gerne als Bambina oder im englischen Original als Probie von DiNozzo bezeichnet. Vorher musste sie Direktor Vance erklären, wie es zu ihrer Entführung kam, bei der die Besatzung eines Schiffes, auf dem sie sich befand, ermordet wurde. Bis dahin wurde ihr Antrag auf Einstellung abgelehnt. In der ersten Folge der neunten Staffel endet ihre Probezeit und Gibbs händigt ihr ihren endgültigen Dienstausweis sowie ihre Marke aus, womit sie nun offiziell die Bezeichnung Special Agent tragen darf. In der 10. Staffel verliert Ziva ihren Vater (ihr letztes lebendes Familienmitglied) bei einem gezielten Mordanschlag auf ihn in Leon Vances Haus, der den Eindruck eines Terroranschlags erwecken soll, jedoch vom Mossad-Vizechef erdacht wurde. Diesen tötet sie schließlich. Allerdings hat sie zu Beginn der 11. Staffel eine Sinnkrise, die schließlich darin gipfelt, dass sie den NCIS verlässt und Tony, in den sie sich verliebt hatte, zurücklässt. Sie beginnt ein neues Leben, um keine Personen mehr in Ausübung ihrer Agententätigkeit verletzen zu müssen. Im Staffelfinale der dreizehnten Staffel stirbt Ziva David augenscheinlich, als das Familienhaus ihres Vaters von Trent Kort (CIA-Agent) niedergebrannt wird. Es stellt sich heraus, dass Zivas und Tonys Tochter Tali den Brand überlebte. Sie lebt seitdem bei Tony DiNozzo. In Staffel 16, Folge 13 («Zivas Geheimnis») kommt heraus, dass Ziva noch lebt. Außer Eleanor Bishop weiß davon aber niemand und sie soll auf Zivas Wunsch dieses Geheimnis für sich behalten. In der letzten Folge der 16. Staffel kommt sie Gibbs’ Kellertreppe herunter, woraufhin sie auch in den ersten Folgen der 17. Staffel auftritt. Mit ihm versucht sie ihre Verfolgerin Sahar zu töten, erwischt jedoch die falsche.
In der Mitte der 17. Staffel taucht sie erneut auf, um die richtige Sahar zur Strecke zu bringen, die sich schließlich als Gibbs’ Nachbarin herausstellt. Nach deren Freitod beschließt Ziva, sich wieder mit ihrer Tochter und Tony zu vereinen.

### Jennifer „Jenny“ Shepard

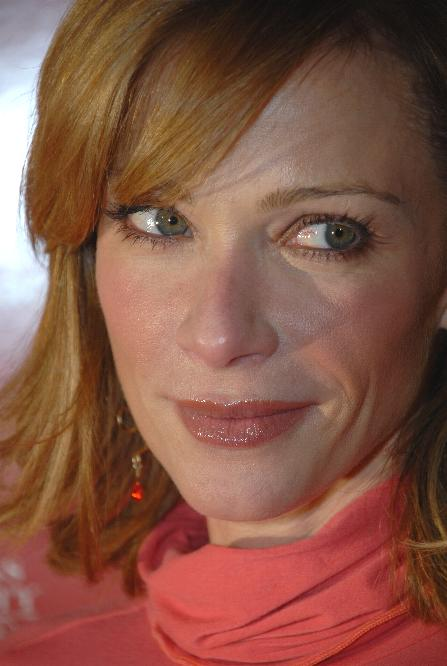
Lauren Holly spielte Jenny Shepard

Die ehemalige Direktorin des NCIS, Shepard, ist, bis sie der Ruf als neue Direktorin der Behörde erreicht, selbst im Außendienst tätig. Dabei hat sie in früheren Missionen auch schon mit Gibbs zusammengearbeitet, wobei beide eine Affäre miteinander hatten. Aufgrund ihrer gemeinsamen Vorgeschichte hat sie es oftmals nicht leicht, Gibbs Anweisungen zu erteilen. Im Laufe der Staffeln rückt zunehmend die Verfolgung eines Waffenhändlers in den Fokus ihrer Ermittlungen. Dieser Waffenhändler, genannt „Der Frosch“, wird von Shepard verdächtigt, den Selbstmord ihres Vaters inszeniert zu haben. Seine Verfolgung nimmt für Shepard zunehmend manische Züge an. In der vierten Staffel erteilt sie Tony den Auftrag, eine Beziehung zu Jeanne Benoit, der Tochter des „Frosches“ aufzubauen. Als der „Frosch“ schließlich geschlagen bei ihr zu Hause auftaucht und um Aufnahme in ein Zeugenschutzprogramm bittet, lehnt sie ab, wissend, dass sie ihn zum Tode verurteilt. Zum Ende der fünften Staffel erfährt sie, dass sie todkrank ist.
In der Episode Der Oshimaida-Code der fünften Staffel wird sie während eines Schusswechsels in einer Bar getötet. Davor tötete sie allerdings schon verletzt alle ihre Angreifer.

### Leon James Vance

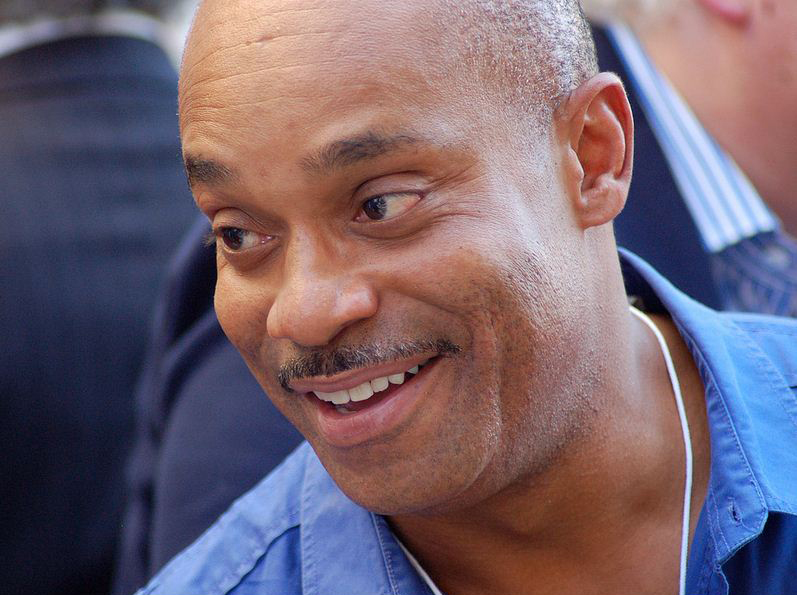
Rocky Carroll spielt Leon Vance

NCIS Director Leon James Vance wuchs in New York auf, studierte an der Harvard Law School, verließ diese aber nach einem Jahr und wechselte an eine Offiziersanwärter-Schule. Diese schloss er im Juni 1993 in Annapolis ab und ging zum NIS, wo er bei einem Auftrag in Amsterdam Eli David kennenlernte. Nach Jennifer Shepards Tod wird er vom stellvertretenden Direktor zum Direktor des NCIS befördert. Er veranlasst in der Episode Schlimme Tage der fünften Staffel die Auflösung des Teams und teilte Gibbs vorübergehend drei neue Agenten zu. Vance schützt Gibbs auch des Öfteren z. B. in der Episode Damokles vor Eli David. In der Episode „Fremde Feinde“ wird er bei einem Attentat verletzt, was mit seiner Vergangenheit zu tun hat. In der 10. Staffel stirbt seine Frau Jackie bei einem als Terroranschlag getarnten Mordanschlag gegen Eli David auf sein Haus, womit Vance zum alleinerziehenden Vater der beiden gemeinsamen Kinder wird. Dies verkraftet er schwer. Später versucht er, Ziva mit allen Mitteln zu helfen, damit sie den Mörder seiner Frau und Elis aufspüren kann.

### Dr. James „Jimmy“ Palmer

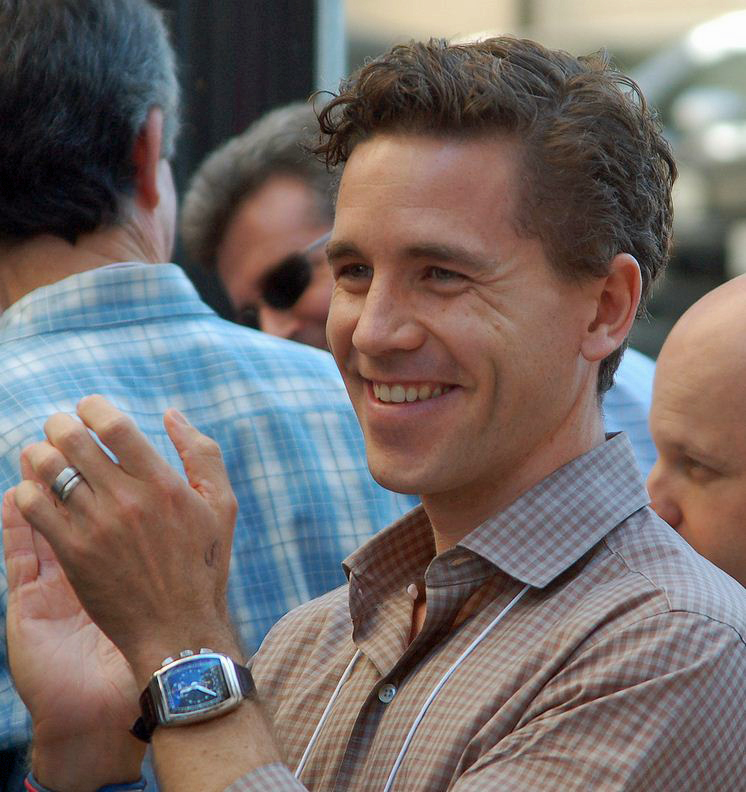
Brian Dietzen spielt Jimmy Palmer

Dr. James Palmer ist der Assistent von Dr. Mallard. Er stößt zum Team hinzu, als Gerald Jackson vom Terroristen Ari Haswari verwundet wird und in eine Reha-Klinik muss. Im Verlauf der vierten Staffel hat Palmer eine Affäre mit der NCIS-Agentin Michelle Lee, die er allerdings beendet, da er das Gefühl hat, nur von ihr benutzt zu werden. In der 5. Staffel wird er das erste Mal in einen Fall wirklich mit einbezogen, da auf ihn geschossen wird. Er hat in dieser Folge mehrfach Probleme mit sich selbst, weil er sich Vorwürfe macht den Täter nicht gefasst zu haben. Diese lösen sich jedoch auf, als er die Ergreifung des Täters möglich macht. In der 9. Staffel ist er mit seiner Freundin Breena Slater verlobt. Am Anfang der 10. Staffel heiratet er Breena und verschiebt die Hochzeitsfeier nach Washington, um nach der Lösung des Falls um Harper Dearing mit seinem Team gemeinsam die Hochzeit zu verbringen. In der letzten Folge der 10. Staffel gibt er dem Team bekannt, dass er und Breena ein Kind adoptieren wollen. Die Adoption missglückt jedoch, da die eigentliche Mutter das Kind nach der Geburt behalten möchte. Im Laufe der 11. Staffel erfährt Palmer, dass seine Frau schwanger ist und er Vater werden wird. In Staffel 12 wird seine Tochter geboren. In der 14. Staffel wird bekannt, dass er die Prüfung zum Rechtsmediziner bestanden hat, und nun voll qualifizierter Doktor ist. Nachdem Ducky mit der Zeit immer weniger in der Serie zu sehen ist, führt Palmer die meisten Obduktionen durch. Er macht des Öfteren unpassende Witze und Bemerkungen, wodurch er sich einen strengen Blick von Gibbs einhandelt.
Seit der 12. Folge der 16. Staffel duzen sich er und Gibbs.
In Staffel 18 stirbt seine Frau Breena am Covid-19 Virus.

### Eleanor „Ellie“ Bishop

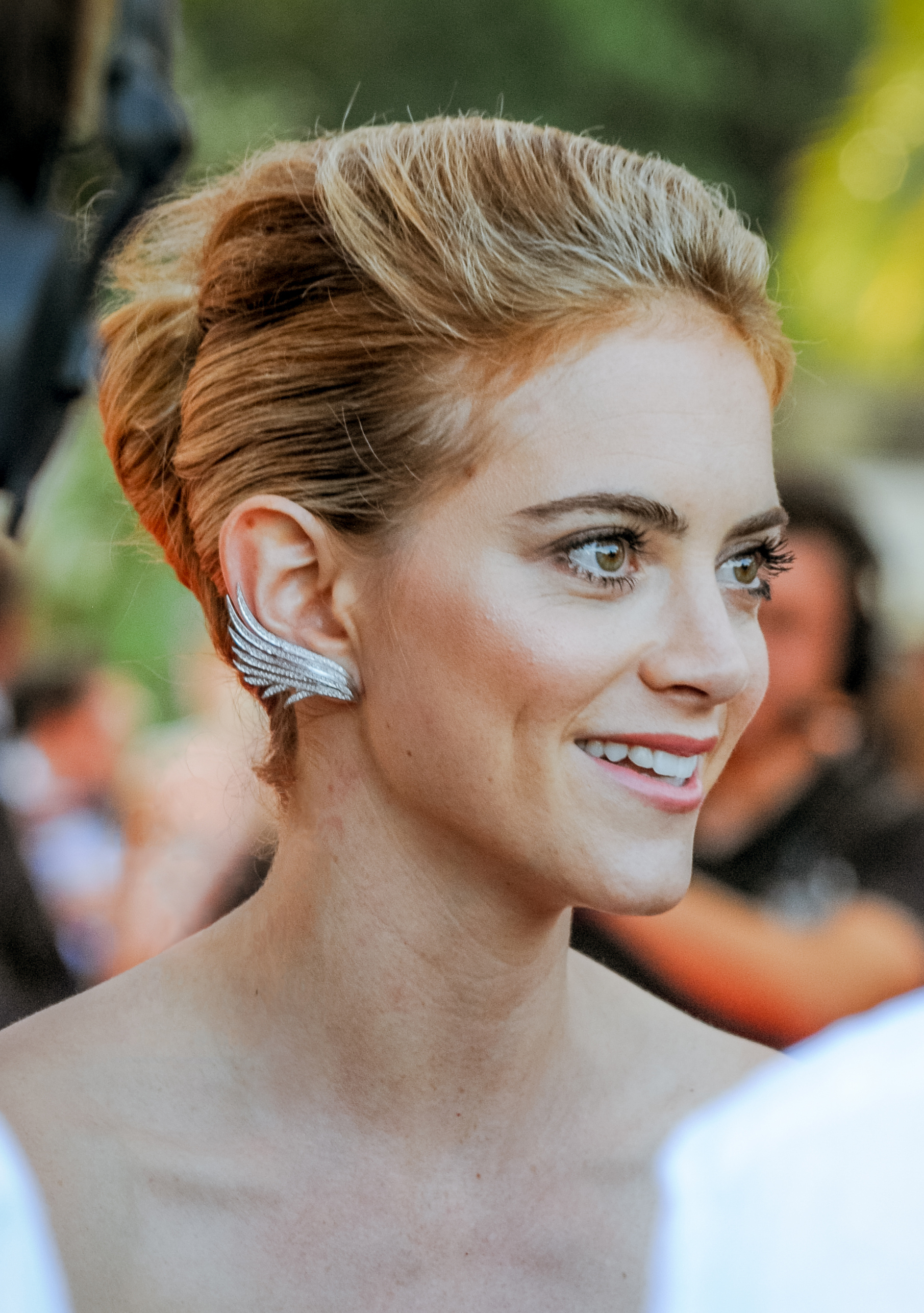
Emily Wickersham spielte Eleanor „Ellie“ Bishop

Special Agent Eleanor „Ellie“ Bishop kam von der National Security Agency (NSA) zum Team. Sie kommt aus Oklahoma und hat drei ältere Brüder. Eigentlich wurde sie nur für einen Fall in der 11. Staffel als Spezialistin hinzugezogen, aber bei diesem war sie so hilfreich, dass Gibbs ihr eine dauerhafte Position im Team anbot, die sie dann auch annahm. Sie ist die Nachfolgerin von Ziva David. Ihre Stärke liegt allerdings mehr bei der Analyse, wobei sie manchmal merkwürdig anmutende Methoden einsetzt. In der 12. Staffel erfährt man, dass ihr Ehemann Jake Malloy Anwalt bei der NSA ist. Nachdem Malloy ihr in der dreizehnten Staffel beichtet, dass er sie betrogen hat, zieht sie für kurze Zeit zu ihrer Familie nach Oklahoma, wo sie schon nach kurzer Zeit Besuch von Gibbs bekommt. Sie lassen sich dann nach dem gescheiterten Versuch die Beziehung zu retten scheiden. In den nächsten Folgen versteht sie sich immer besser mit Nick Torres, einem seit Staffel 14 ebenfalls neuem Special Agent in Gibbs Team. Am Ende der 18. Staffel verlässt sie das Team, als sich herausstellt, dass sie Daten der NSA geleakt hat.

### Nick Torres

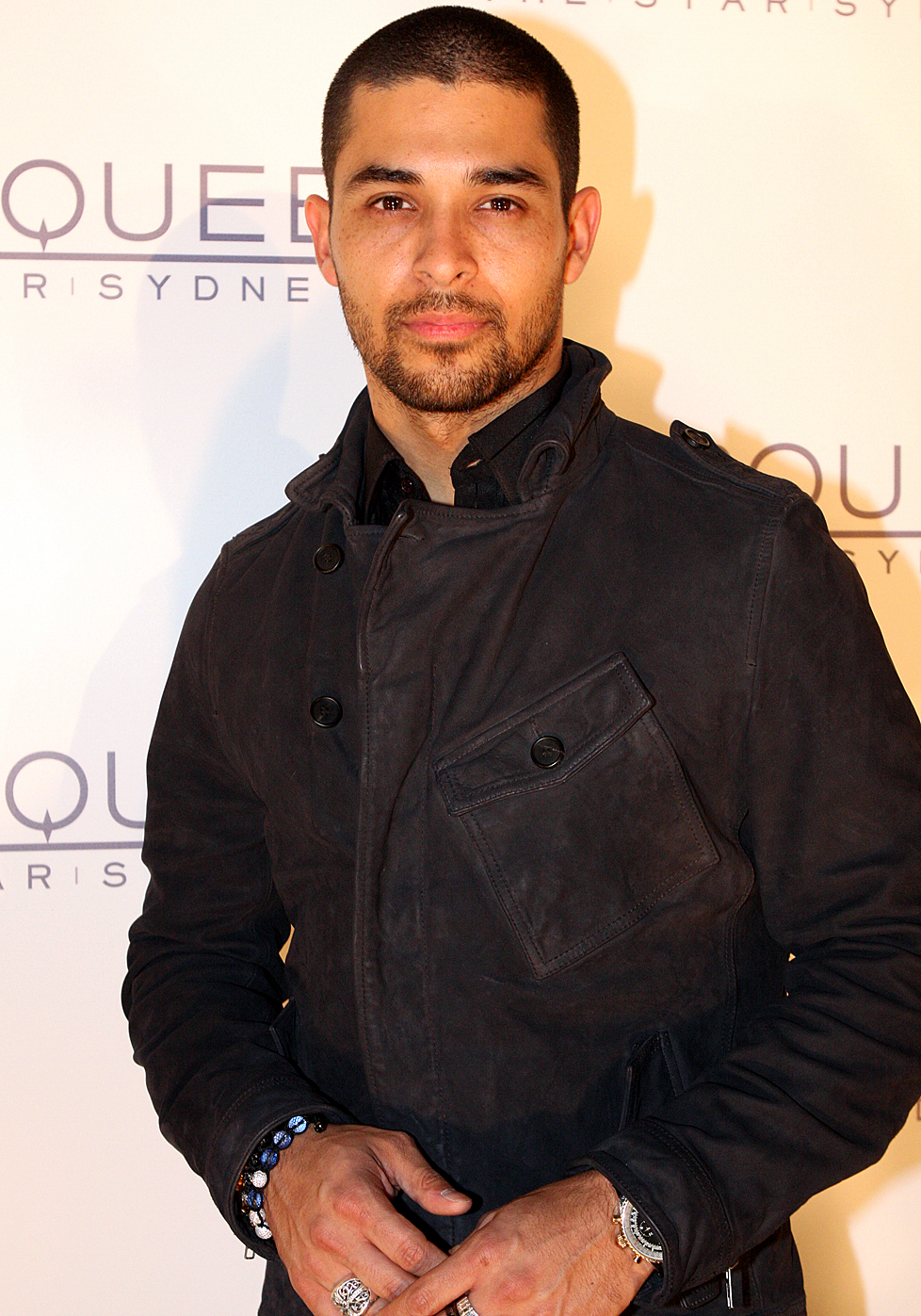
Wilmer Valderrama spielt Nick Torres

NCIS Special Agent Nick Torres kommt nach dem Austritt von DiNozzo neu ins Team. Vor seiner Zeit beim NCIS war er Undercover Agent. Er hasst Schreibtischarbeit und weigert sich eine Zeit lang sich an seinen Schreibtisch zu setzen. Er achtet sehr auf sein Aussehen und macht auch Maniküren. Er ist sehr stolz auf seine Muskeln, die er im regelmäßigen Training im Fitnessstudio aufbaut. Mit dem Laufe der Zeit versteht er sich immer besser mit Eleanor Bishop. Nach der Trennung von ihrem Mann kommen die beiden sich immer näher und entwickeln eine Freundschaft mit zweideutigen Andeutungen.

### Alden Parker

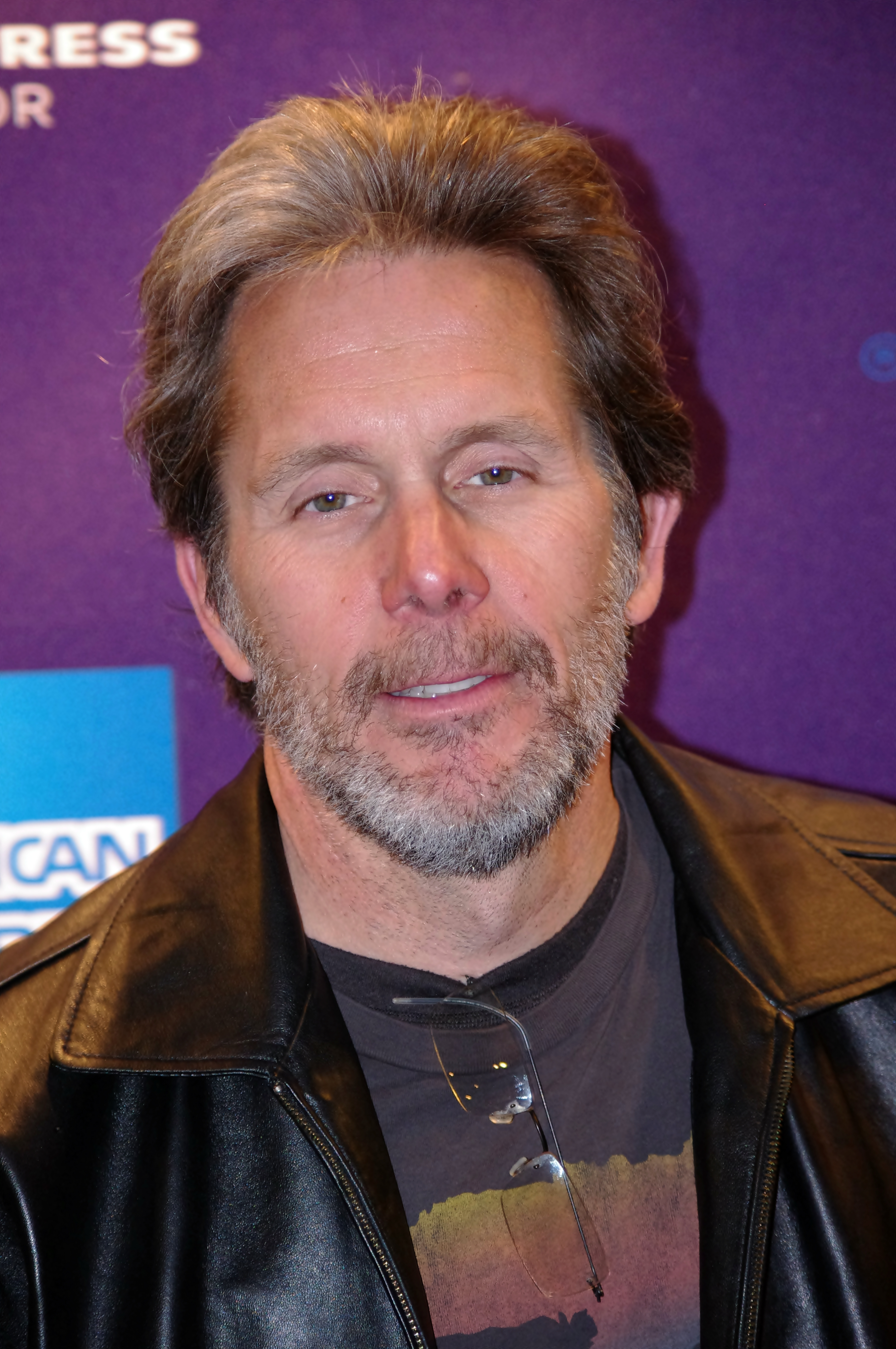
Gary Cole spielt Alden Parker

FBI Special Agent Alden Parker kommt erstmals zu Beginn der 19. Staffel mit dem Team des NCIS in Kontakt, als er wie auch das Team einen Serienkiller verfolgt.
Dabei gerät er auch mit Gibbs aneinander und soll ihn schließlich im Auftrag des FBI verhaften. Dennoch ermöglicht er diesem die Flucht und wird als Resultat vom FBI gefeuert.
Nach Gibbs Weggang wird er von Vance zum neuen Teamleiter ernannt und führt dieses seit der 5. Folge der 19. Staffel. Anders als sein Vorgänger hat er durchaus Sympathien für moderne Technik und nutzt diese aktiv bei den Ermittlungen und lernt überdies das Team besser kennen.

## Nebenfiguren

### Tobias C. Fornell
FBI Senior Special Agent Fornell tritt immer dann auf, wenn der NCIS mit dem FBI zu tun hat. Er ist bei Gibbs’ Team nicht sonderlich beliebt und heiratete, trotz Warnung, Gibbs’ zweite Ex-Frau, von der er schlussendlich ebenfalls geschieden wurde. Mit ihr hatte er eine Tochter, Emily Fornell. Später kommt er mit ihr noch einmal zusammen. In der Episode Der Maulwurf der zweiten Staffel wird Fornell verdächtigt, mit dem Mafiaboss Napolitano zusammenzuarbeiten. Fornell wird allerdings durch Gibbs’ Ermittlungen entlastet. Gibbs und Fornell verbindet eine langjährige Freundschaft, was allerdings keiner von beiden offiziell zugeben würde. Ihre Besprechungen finden üblicherweise im (angehaltenen) Fahrstuhl des NCIS oder in Gibbs’ Keller statt. In Staffel 11 im Backdoor-Pilot für Navy CIS: New Orleans ist er eine Art Vorgesetzter für Tony und McGee. In Staffel 15 findet Gibbs heraus, dass Fornell in einem früheren Fall eine Zeugenaussage unterschlagen hat, die einen Verdächtigen entlastet hätte, von dessen Schuld er aber auch danach noch überzeugt war. Das FBI wirft ihn daraufhin raus. Fornell ist seitdem als Privatdetektiv tätig. Emily Fornell wird drogensüchtig, erholt sich aber augenscheinlich durch einen Entzug. Tobias sucht mit Unterstützung von Gibbs über mehrere Folgen die Hintermänner. In Staffel 18 kündigt Tobias an, gemeinsam mit Emily nach Costa Rica auswandern, und ein neues Leben beginnen zu wollen, kurz darauf erleidet Emily aber einen Rückfall, und stirbt an einer Überdosis.

### Michael „Mike“ Franks

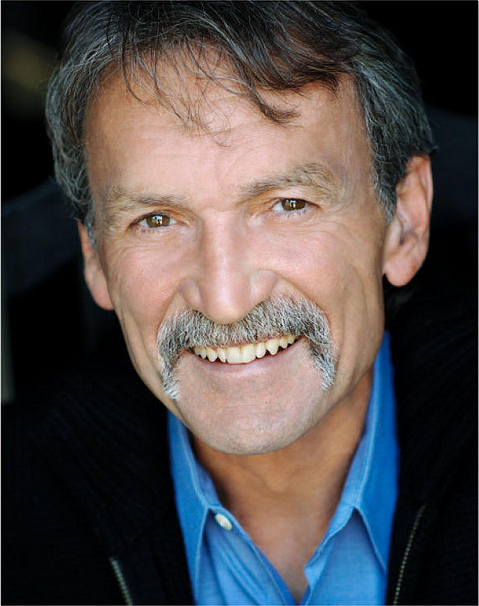
Muse Watson spielt Mike Franks

Franks ist Gibbs’ ehemaliger Ausbilder beim damaligen NIS und er war der Grund, warum Gibbs 1991 beim NIS anfing. Ein Jahr danach wurde der NIS von der Navy in NCIS umbenannt. Franks leitete damals die Ermittlungen im Fall der Ermordung von Gibbs’ erster Frau Shannon und seiner Tochter Kelly. Er ermöglichte Gibbs Shannons und Kellys Mörder, Pedro Hernandez, per Kopfschuss zu töten, weil die mexikanischen Behörden ihn nicht ausliefern wollten. Franks ging vorzeitig in den Ruhestand, nachdem er einen Anschlag nicht verhindern konnte. Seitdem genießt er seinen Ruhestand in Mexiko. Gibbs wohnt bei ihm, nachdem er am Ende der dritten Staffel seinen Dienst quittiert. Franks ist auch derjenige, der Jenny Shepard am Ende der fünften Staffel Unterstützung gibt, als sie in einen Schusswechsel mit vier Auftragsmördern gerät. Er erschießt einen der Täter, kann aber nicht verhindern, dass Shepard erschossen wird. Franks hat einen Sohn, der in der Folge Der verlorene Sohn stirbt. Nachdem Gibbs sein Boot „Kelly“ an Franks Enkelin und deren Mutter verschenkt hat, wird das Schiff in der Folge Das Boot mit einigen von Franks Schwiegertochter getöteten Auftragsmördern an Bord gefunden. Franks hatte versucht, diesen Mord auf sich zu lenken, indem er mit einer Waffe größeren Kalibers in die Wunden schoss. In der 7. Staffel verliert er in einem Schusswechsel mit Mitgliedern des Reynosa-Kartells den rechten Zeigefinger. Er wird gegen Ende der 8. Staffel vom Hafen-Mörder erstochen, nachdem er unheilbar an Lungenkrebs erkrankte. Seinen Sarg hat Gibbs gebaut. In der 9. Staffel taucht Franks in Visionen von Gibbs wieder auf.

### Trent Kort
Kort tritt das erste Mal in der Episode Der Frosch der Staffel 4 auf. Er wird zunächst für den Gehilfen des Waffenhändlers La Grenouille gehalten, später stellt sich aber heraus, dass er als Undercoveragent für die CIA arbeitet. In der Folge Schwanengesang stellt sich heraus, dass er ein Auge verloren hat. Er war Leiter des „Frankenstein-Programms“, an dem der Hafen-Mörder teilgenommen hat. In der letzten Folge der 13. Staffel wird er durch DiNozzo erschossen.

### Eli David
David ist der Vater von Ziva David, Thali David und Ari Haswari, wobei letzterer unehelich geboren wurde. Eli David ist der Leiter des Mossad. Er lernte Vance in Amsterdam kennen. In der 8. Staffel nimmt er an einer Konferenz ehemaliger NCIS-Direktoren teil; während seines Aufenthaltes in Washington, D.C. werden mehrere Anschläge auf ihn verübt. Dabei kann der NCIS eine Terrororganisation die Elis Tod will ausschalten. Außerdem wird dabei sein Verhältnis zu Ziva durchleuchtet. In der 10. Staffel besucht er Ziva in Washington D. C. Einerseits, um mit ihr den Sabbat zu feiern, und andererseits, weil er die Versöhnung zwischen Israel und den Palästinensern voranbringen will. Dabei stirbt er zusammen mit Jackie Vance bei einem Anschlag auf Leons Haus. Er wird von seinem Nachfolger vom Mossad getötet, der den Frieden verhindern will.

### Margaret Allison Hart
Hart ist eine engagierte Anwältin, die in der siebten Staffel eingeführt wird. Sie wirkt äußerst kompetent, setzt sich oft pro bono für Verdächtige ein und vermag es, Gibbs unter Druck zu setzen. Im Finale der siebten Staffel geht hervor, dass sie Gibbs juristisch vertreten möchte. Bis zu diesem Zeitpunkt ist dem Zuschauer die Art der Beziehung zwischen ihr und Gibbs unklar, diese könnte jedoch romantischer Natur sein.

### Dr. Jeanne Benoit
Benoit ist die Tochter des Waffenhändlers La Grenouille. Sie arbeitet als Ärztin in einem Krankenhaus. Tony nähert sich ihr in Staffel vier als Tony DiNardo im Rahmen eines Undercover-Auftrags, ihren Vater betreffend, an. Daraus ergibt sich eine innige Beziehung. Als sie zu Beginn der fünften Staffel erfährt, wer Tony ist, flieht sie aus Washington, D.C. In der Episode Lang lebe die Königin der fünften Staffel ist sie wieder in Washington, D.C. und fragt Tony, ob zwischen ihnen irgendetwas echt gewesen sei. Tony verneint dies, obwohl er noch Gefühle für sie hat. In der Folge Verbrannte Erde der 13. Staffel begegnen sie sich nach acht Jahren wieder. Die Folge endet damit, dass DiNozzo und McGee den Ehemann von Benoit aus der Gefangenschaft Burundischer Terroristen befreien.

### Gerald Jackson
Jackson ist der erste Assistent von Dr. Mallard. Er wird von dem Terroristen Ari Haswari bei einer Geiselnahme in der Autopsie in die linke Schulter geschossen, so dass er in eine Reha-Therapie muss. Gerald tritt noch einmal in den Episoden Das Duell – Teil 1 und Teil 2 der dritten Staffel auf, in der er in seinem eigenen Wagen von Ari als Geisel genommen wird.

### Michelle Lee
Die ehemalige NCIS Special Agent Lee ist eine junge Agentin und Juristin asiatischer Abstammung. Da sie nach Aufnahme ins Team nun Probationary Agent ist, wird sie auch „Bambina“ genannt. Nach der Rückkehr von Gibbs wird sie innerhalb des NCIS in die Rechtsabteilung versetzt. Zwischendurch hat sie eine heimliche Affäre mit Jimmy Palmer. Nachdem Ziva in der letzten Episode der fünften Staffel wieder nach Israel geschickt wurde, ersetzt Michelle Zivas Position. Allerdings kehrt Ziva David am Ende der Episode Aus den Augen … der sechsten Staffel zurück, so dass Michelle Lee das Team wieder verlässt. Sie wird in der Episode Verraten der sechsten Staffel als Maulwurf im NCIS enttarnt. Es stellt sich jedoch heraus, dass sie erpresst wird. In der darauffolgenden Episode (Domino)  wird sie von Gibbs erschossen, als sie hilft, ihren Erpresser zu stellen. Gibbs muss, um den Erpresser töten zu können, durch sie hindurch schießen. Lee und der Erpresser sterben.

### Thomas „Tom“ Morrow
Der ehemalige NCIS Director Morrow ist der Vorgänger von Jennifer Shepard. Er schätzt Gibbs und seine Arbeit, hat aber auch mit dessen eigenwilliger Art zu kämpfen. Am Anfang der dritten Staffel wird ihm der Posten des stellvertretenden Direktors des Ministeriums für Innere Sicherheit angeboten, den er annimmt. Später taucht er noch in einigen Episoden auf. Gegen Ende Staffel 13 wird er erschossen.

### Paula Cassidy
NCIS Special Agent Cassidy ist Profiler und tritt vereinzelt bis zu ihrem Tod in Staffel vier auf. Sie trifft Gibbs und sein Team das erste Mal während Ermittlungen auf Guantanamo Bay, wo sie als Expertin für nahöstliche Terroristen arbeitet. In dieser Zeit hat sie ein Verhältnis mit Tony. Danach wird sie auf einen Flugzeugträger abkommandiert, wo sie nach einiger Zeit erneut auf Gibbs Team trifft. Am Anfang der dritten Staffel ist sie in einer Episode die Vertretung für Kate. In der vierten Staffel opfert sie sich selbst, um Gibbs’ Team und eine Delegation hoher islamischer Würdenträger vor einem Selbstmordattentäter zu retten, der zuvor ihr ganzes Team umgebracht hat.

### Hollis Mann
Lieutenant Colonel Mann ist im CID (Criminal Investigation Divisions) der United States Army und zeitweise mit Gibbs zusammen. Das erste Mal tauchte sie in der Episode Der Hintermann auf und musste mit Gibbs zusammenarbeiten. In Giftgas kommen die beiden nach einem weiteren gemeinsamen Fall schließlich zusammen. Die Beziehung zerbricht in der Episode Dreieck, als Gibbs realisiert, dass er noch zu sehr um Shannon und Kelly trauert. Hollis verlässt ihn und zieht nach Hawaii.

### Ari Haswari
Haswari spielt in fünf Episoden, die über die ersten drei Staffeln verteilt sind, mit. Er ist in dieser Zeit der Erzfeind von Gibbs, der ihn oft nur „Schweinehund“ nennt. Haswari wurde 1969 als Sohn eines Israeli und einer Palästinenserin geboren. Sein Vater ist der stellvertretende Direktor des Mossad, Eli David, der ihn schon als Kind darauf vorbereitet, ein Maulwurf in der Hamas zu werden. An der Universität Edinburgh, die auch Ducky besucht hat, erhält er seinen Doktortitel in Medizin. Ari tauchte zum ersten Mal in der Episode Alptraum im Keller der ersten Staffel auf, in der er Ducky, Kate und Gerald Jackson als Geiseln nimmt. Er schießt Gerald und Gibbs an und entkommt. In der Episode Der Terrorist der ersten Staffel nimmt Ari Kate erneut als Geisel, um ihr zu zeigen, dass er kein Terrorist ist. Bei einem späteren Treffen zwischen Ari und Gibbs wird er von Gibbs angeschossen. Bis zur Episode Die Rückkehr der zweiten Staffel ist Ari ein Maulwurf in der Hamas. In dieser Episode kehrt Ari nach Amerika zurück, um sich an Gibbs zu rächen, verübt Anschläge auf ihn und sein Team und erschießt letztlich Kate, um Gibbs Schmerzen zuzufügen. In den Episoden Das Duell – Teil 1 und Teil 2 der dritten Staffel wird Ari von Gibbs gejagt. Schließlich wird Ari von seiner Halbschwester Ziva David in Gibbs’ Keller getötet. In der Folge Was wäre wenn… (Staffel 9) taucht er in Flashbacks von Gibbs wieder auf. In der 12. Staffel versucht ein russischer Extremist namens Sergey, Gibbs zu töten. Als Grund nennt er die Freundschaft zu Ari. Jedoch kommt heraus, dass er und Ari dieselbe Mutter haben und somit Halbbrüder sind.

### La Grenouille (René Benoit)
René Benoit, alias La Grenouille (dt. Der Frosch), ist ein französischer Waffenhändler und Vater von Dr. Jeanne Benoit. In Staffel vier wird er von Director Jenny Shepard unerbittlich durch ganz Europa gejagt. Bis zuletzt kann sie ihm nichts nachweisen. La Grenouille hat mit dem Vater von Jenny Shepard Waffengeschäfte abgewickelt, wobei die Frage aufkommt, ob dieser Schmiergelder von La Grenouille angenommen hat. La Grenouille wird am Ende der ersten Episode der fünften Staffel ermordet. Der Mord selbst ist nicht zu sehen, man sieht ihn lediglich, neben seiner Jacht, die im Hafen vor Anker liegt, tot, durch einen Kopfschuss getötet, im Wasser treiben. Wer ihn getötet hat, bleibt zunächst unklar. Letztlich stellt sich heraus, dass er ein CIA-Undercover Agent in einer der größten und längsten Operationen war. Seine Tochter Jeanne hatte eine ernsthafte Beziehung mit Anthony DiNozzo.

### Charles „Chip“ Sterling
Sterling ist in einigen Episoden der dritten Staffel Abbys Assistent. In Episode In der Falle der dritten Staffel versucht er Tony einen Mord unterzuschieben, indem er mehrere Beweise manipuliert. Sein Motiv, Tonys Leben zu zerstören, ist, dass dieser vor vielen Jahren einmal einen Gerichtsmediziner wegen schlampiger Arbeit gemeldet hat. Der Gerichtsmediziner konnte jedoch beweisen, dass nicht er, sondern der Laborant, nämlich Sterling, die Beweismittel verunreinigt hatte. Beide sind danach von niemandem mehr fest angestellt worden. Er gibt Tony die Schuld, dass sein Leben zerstört wurde. Im weiteren Verlauf der Episode bedroht er Abby, als sie diese Zusammenhänge herausfindet, und wird letztlich verhaftet.

### Christopher „Chris“ Pacci
Der ehemalige NCIS Special Agent Pacci wird in der Folge Wenn Tote sprechen ermordet. Er ist in der Folge Besser spät als nie aus der 8. Staffel nochmals in einer Rückblende zu sehen, als er Gibbs die Akte Tonys reicht und ironischerweise bemerkt, dass ihn sein Magen später einmal umbringen würde.

### Brent Langer
Der ehemalige NCIS Senior Field Special Agent Langer wechselt vom FBI zum NCIS zurück, nachdem er Gibbs in der fünften Staffel Informationen über eine laufende FBI-Ermittlung zugespielt hat. Er ersetzt Tony in Gibbs’ neuem Team. In der ersten Episode der sechsten Staffel wird er von Michelle Lee erschossen.

### Daniel T. Keating
Der NCIS Junior Field Special Agent Keating wird Teil des neuen Teams von Gibbs und übernimmt dort die Aufgaben von Special Agent McGee, bis McGee am Ende der Episode Aus den Augen… der sechsten Staffel wieder in Gibbs’ Team versetzt wird.

### Vivian Blackadder
NCIS Field Special Agent Blackadder ist eine NCIS-Agentin in den Backdoor-Pilotfolgen Eisige Zeiten – Teil 1 und Teil 2. Sie hatte einen Auftritt in den Backdoor-Pilotfolgen, allerdings nicht in den regulären NCIS-Episoden. Sie wechselt nach dem Anschlag auf die Cole, bei dem auch ihr Bruder stirbt, vom FBI zum NCIS.

### Amit Hadar
Mossad-Offizier Hadar ist ein Vertrauter von Mossad-Direktor Eli David und ein ehemaliger Vorgesetzter von Ziva. Auch fungiert er als ein Leibwächter für Eli David. In dieser Funktion wird er durch einen Sprengfallenanschlag auf Leon Vance getötet.

### Abigail Borin

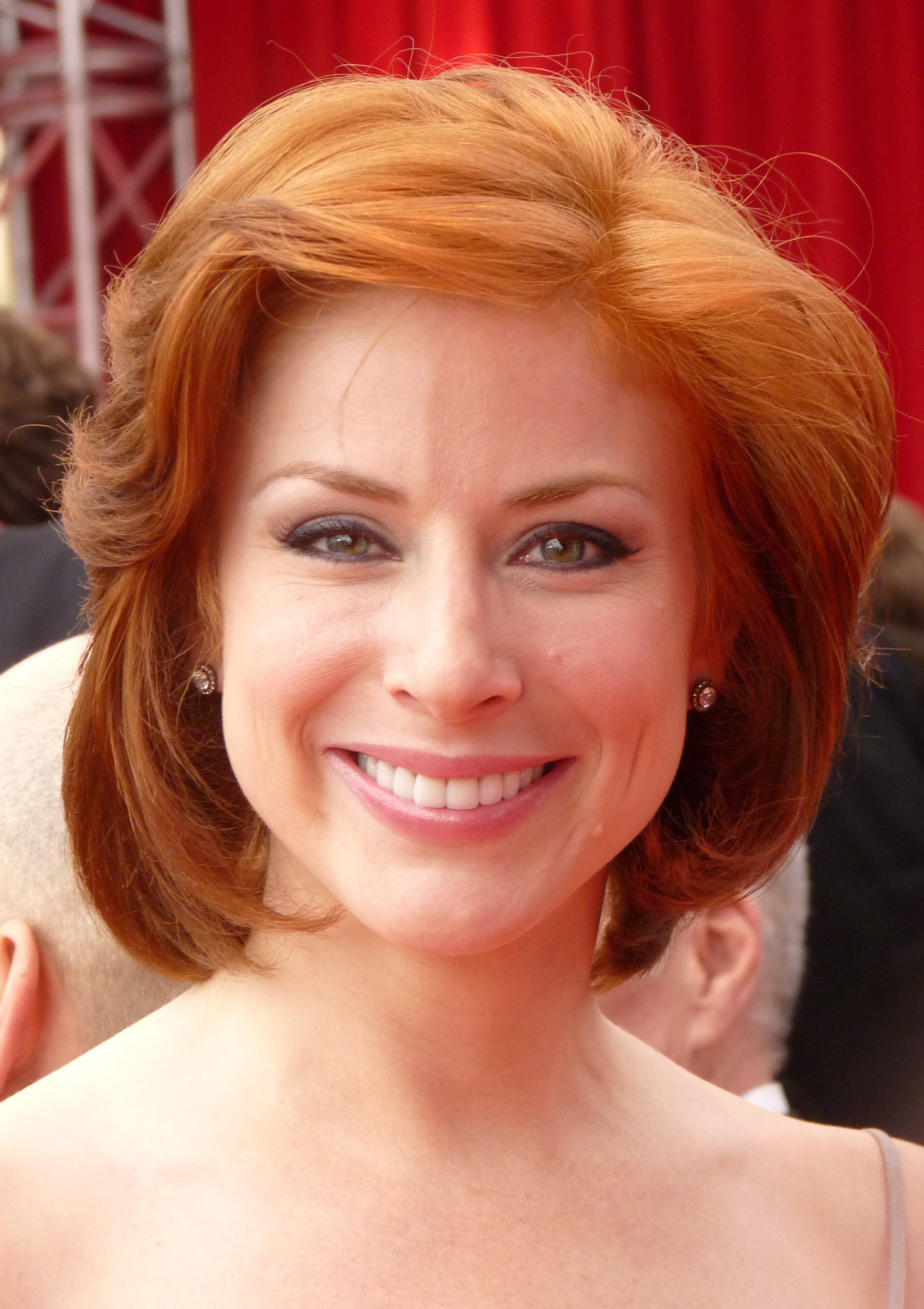
Diane Neal spielt Abigail „Abby“ Borin

wird auch Abby genannt. Sie arbeitet bei der Küstenwache und arbeitet immer, wenn es um Schiffe geht, mit dem NCIS zusammen. Außerdem wird des Öfteren klar, dass sie für Gibbs etwas empfindet. In der Folge Im sicheren Hafen versuchen Tony, Tim und Ziva sie mit Gibbs zusammenzubringen. Sie ist sehr gut mit Abby im Labor des NCIS befreundet.